# SETOUCHI STARTUPS SELECTION
『SETOUCHI STARTUPS SELECTION』（セトウチ・スタートアップ・セレクション）は、2022年4月からRCCラジオなどで放送されているラジオの経済番組。

## 概要
関東圏で放送されてきた『STARTUPS SELECTION TOKYO』の瀬戸内版（中国四国エリア）として広島県・岡山県・山口県・香川県・愛媛県・徳島県および高知県・鳥取県・島根県のスタートアップ起業家を取り上げる地域情報番組。
この番組は、スタートアップ起業家をゲストとしてお招きしてビジネスの裏側や成功の秘訣についてざっくばらんに聞いていくビジネス・トーク・バラエティ。

## 放送時間
2024年3月現在の時刻。2023年1月に岡山で、2023年8月より山口・鳥取・島根での放送が始まり、4局5県ネットへ拡大した。
| 放送地域      | 放送局             | 放送時間           | 備考                                                                |
| ------------- | ------------------ | ------------------ | ------------------------------------------------------------------- |
| 広島県        | 中国放送（RCC）    | 水曜 23:30 - 23:45 | 制作局。2023年9月までは日曜 24:30 -24:45に放送していた。            |
| 山口県        | 山口放送（KRY）    | 日曜 24:30 - 24:45 | 2023年8月6日放送開始                                                |
| 岡山県        | RSK山陽放送（RSK） | 日曜 23:30 - 23:45 | 2023年1月放送開始。2024年3月までは日曜 24:00 -24:15に放送していた。 |
| 鳥取県 島根県 | 山陰放送（BSS）    | 日曜 7:00 - 7:15   | 2023年8月6日放送開始                                                |

## パーソナリティ
- SUMITANI（住谷綾香）
- URUSHI（漆畑慶将）

## 関連番組
以下の、STARTUPS SELECTION シリーズはすべて30分番組である。テーマ曲も共通である他、漆畑は全番組共通パーソナリティである。
- STARTUPS SELECTION TOKYO - 2021年から東京のコミュニティFMの一部で放送されている番組。ここでの番組構成が元になる。
- HOKKAIDO STARTUPS SELECTION - 2022年から2023年3月まで北海道のSTVラジオで放送されていた番組。
- TOHOKU STARTUPS SELECTION - 2023年から宮城県の東北放送で不定期に放送されている番組。
- CHUBU STARTUPS SELECTION - 2023年から愛知県のCBCラジオで不定期に放送されている番組。